# Людина-павук (мультсеріал, 1967)
Люди́на-паву́к (англ. Spider-Man) — перший мультсеріал про героя коміксів Людину-павука.

## Історія створення
На початку 1960-х скромний виробник коміксів Marvel Comics з важкістю конкурував з компанією DC Comics, якій належали права на Бетмена і Супермена. Ситуацію круто змінив графік Стен Лі, який, як з чорного ящика, витягав Людину-павука, Неймовірного Халка, Людей Ікс і Дардевіла. Такого зльоту популярності коміксів не було з кінця тридцятих років. Причому якщо тоді в ходу були сюжети про героїв, від природи наділених надприродними здібностями, то персонажі нового покоління були звичайними людьми, яких змінили життєві обставини. Так, Пітер Паркер прийняв подобу свого кривдника — отруйного павука, який майже вбив його своїм укусом. Серед героїв Лі саме Людина-павук став об'єктом культу, версії його пригод безпереборно множаться і до цього дня, а інтерес публіки не втихає. Перший масштабний анімаційний серіал Лі по коміксах вийшов в 1967—1970 роках і залишається неперевершеним джерелом модної нині естетики ретро-футуризму.

## Сюжет
Учня старшої школи Пітера Паркера кусає радіоактивний павук і Пітер виявляє у себе суперздібності. Він створює собі костюм і виробляє спеціальний пристрій для картриджів з павутиною і вирішує стати реслером і заробляє на цьому непогані гроші. Одного разу він відпускає грабіжника, який краде гроші у хазяїна реслінг-клубу. У той самий день, повертаючись додому він почув жахливу новину — його дядька Бена застрелив злочинець. Пітер дізнається, що вбивця ховається на закинутому складі. Пітер потрапляє на склад. Подивившись на злочинця, він розуміє, що це той самий грабіжник, який вкрав гроші у реслінг-клубі. Пітер вирішує використовувати свої дивовижні здібності на користь людей і з цього дня він стає дивовижним Людиною-павуком. Після того, як Пітер дізнається, що у його тітки Мей немає грошей, щоб заплатити за квартиру. Пітер влаштовується на роботу у газету «Дейлі Багл», щоб знати, що відбувається у місті і рятувати людей у образі Людини-павука. Спочатку його ворогами стають звичайні мафіозі, такі як КінгПін і його банда, а потім і суперзлочинці, які живуть на землі, у повітрі, під землею і під водою.

## Цікаві факти
- У цьому мультсеріалі, на відміну від коміксів, ніколи не називаються справжні імена ворогів Людини-павука.
- У другому сезоні з'являються лише суперзлочинці, які ніколи не з'являлися у коміксах.
- У мультсеріалі відсутній кривдник Пітера Флеш Томпсон (замість нього у мультсеріалі з'являється хлопець на ім'я Родні), дівчина Пітера Мері Джейн Ватсон і друг Пітера Гаррі Озборн.